# Pont-Aven
 Pont-Aven  es una población y comuna francesa, situada en la región de Bretaña, departamento de Finisterre, en el distrito de Quimper. Es el chef-lieu del cantón de su nombre. Pont-Aven es apodada "la ciudad de los pintores" debido a los numerosos pintores que han pasado por la localidad.

## Geografía
Pont-Aven es una localidad cercana al litoral atlántico atravesada por el río Aven y ubicada en el lugar donde, tras cruzar una zona de grandes rocas, comienza su estuario.

## Historia

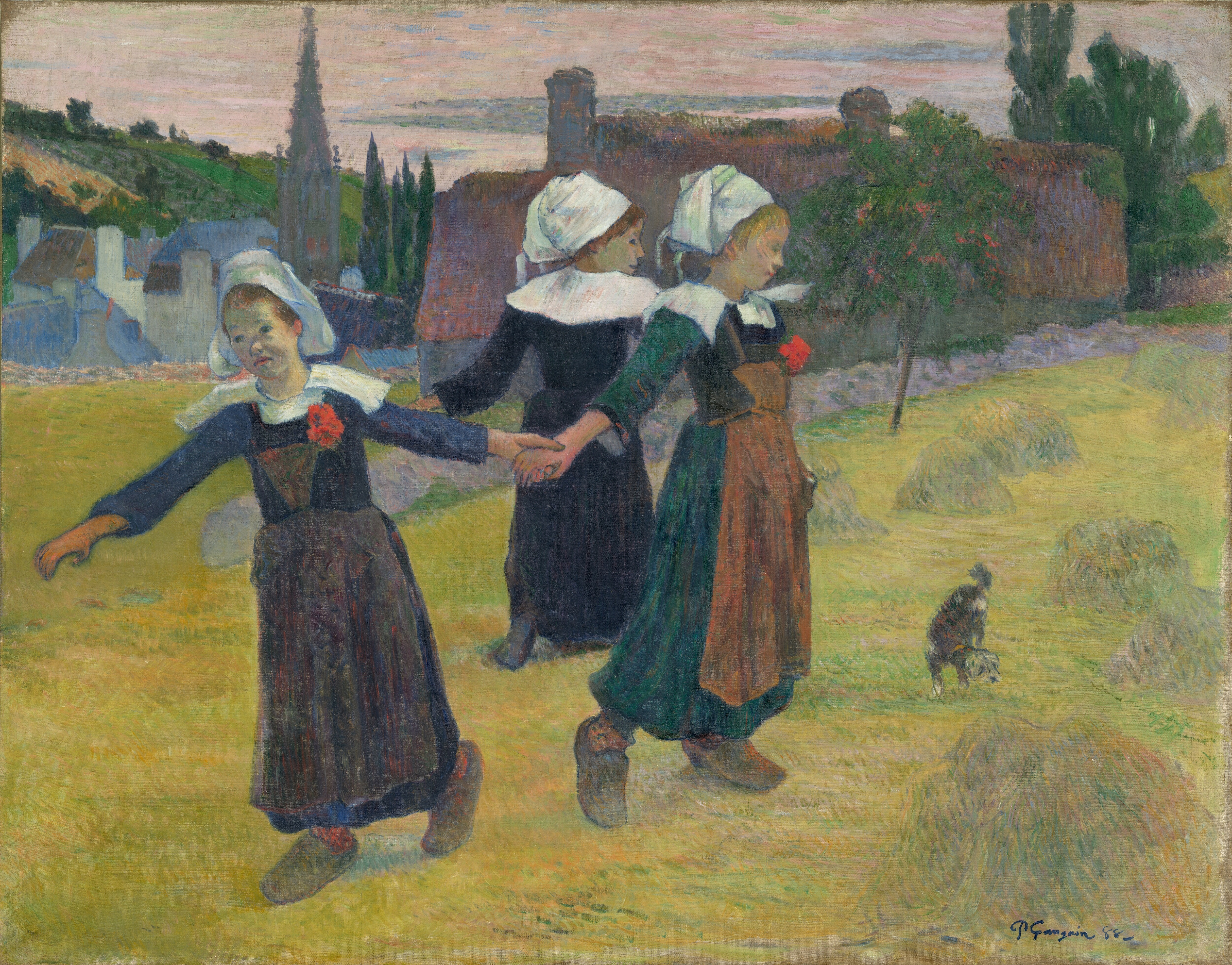
La rueda de las pequeñas bretonas. Paul Gauguin, 1888

A comienzos del siglo XIX Pont-Aven es un pequeño pueblo anónimo que apenas alcanza los 700 habitantes. Será a partir de mediados de siglo, y especialmente tras la llegada del ferrocarril a Quimper, cuando comience a ser frecuentada por la comunidad artística. El pintor estadounidense Henry Bacon descubre Pont-Aven por casualidad en 1864 y tras darlo a conocer en París comienzan a llegar diversos pintores atraídos tanto por la belleza natural y lo pintoresco de los modos de vida rurales de Bretaña como por el bajo coste de vida.
En los años 80 del siglo XIX llegará una segunda oleada de pintores que conformará la Escuela de Pont-Aven, con personalidades tan destacadas como Paul Gauguin, Paul Sérusier o Émile Bernard. Durante todo el siglo XX la vocación artística y turística de Pont-Aven se consolida, instalándose en la localidad numerosas galerías y pintores, que atraen a un gran número de visitantes en verano.

## Lugares y monumentos

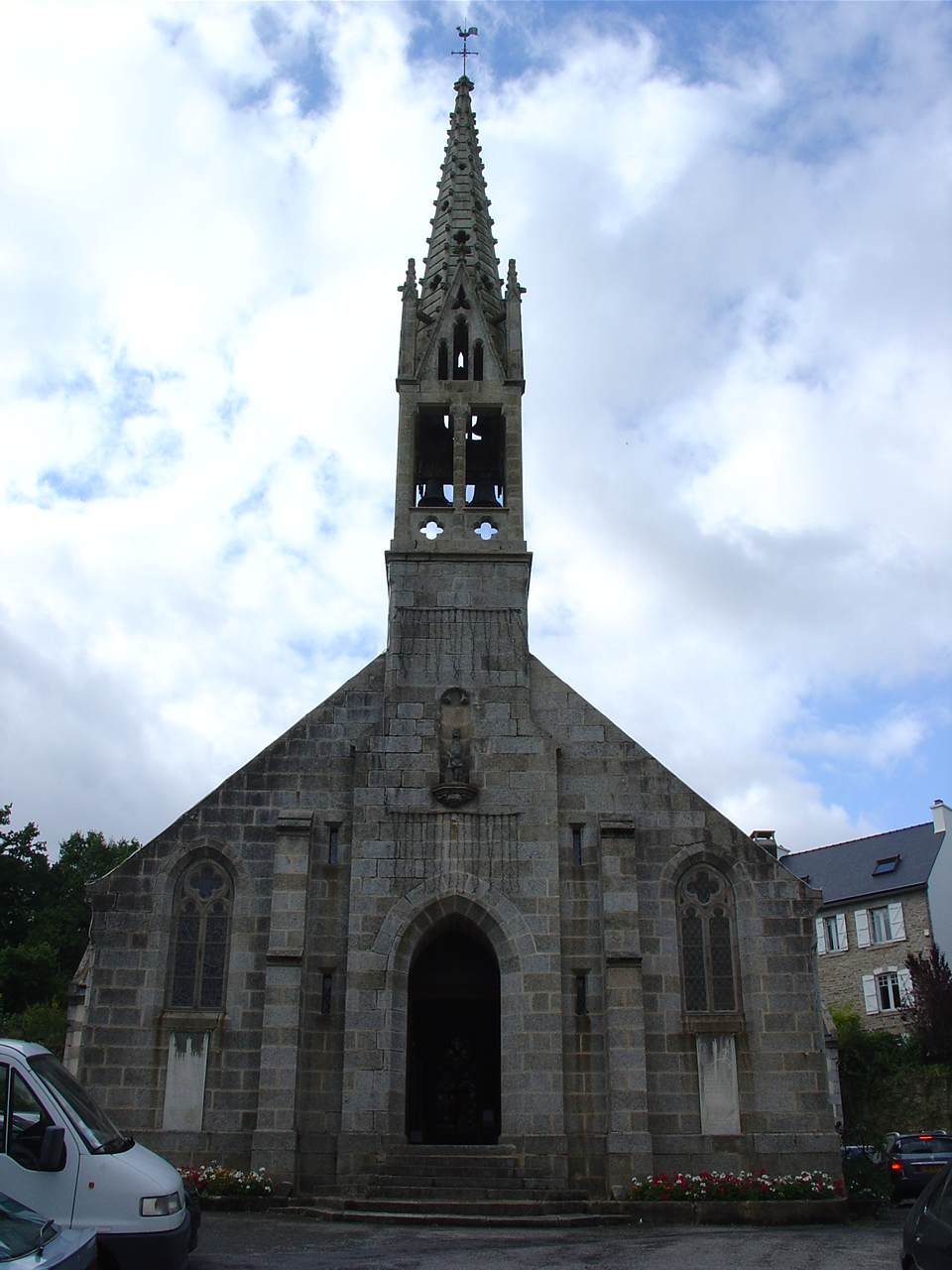
Iglesia de Saint-Joseph.

- Museo de Bellas Artes de Pont-Aven. Abierto en 1985, ha llevado a cabo una importante campaña de adquisiciones y cuenta actualmente con un fondo de 850 obras, realizando regularmente exposiciones sobre los diversos pintores que han pasado por Pont-Aven. Actualmente se encuentra cerrado por reforma.
- Iglesia de Saint-Joseph (siglo XIX, estilo neogótico).

## Demografía
| 3699 | 3684 | 3530 | 3295 | 3031 | 2960 |
| Para los censos de 1962 a 1999 la población legal corresponde a la población sin duplicidades (Fuente: INSEE [Consultar]) |      |      |      |      |      |